# Borough of Brentwood
Borough of Brentwood är ett distrikt (motsvarande kommun) i grevskapet Essex i England, Storbritannien. Distriktet har 77 332 invånare (2022).
Huvudorten Brentwood är den enda större orten. Mindre orter är Childerditch, Great Warley, Hutton, Little Warley, Shenfield och South Weald.

## Civil parishes
Staden Brentwood ingår inte i någon civil parish. Resterande del av distriktet är indelat i nio civil parishes: Blackmore, Hook End and Wyatts Green, Doddinghurst, Herongate and Ingrave, Ingatestone and Fryerning, Kelvedon Hatch, Mountnessing, Navestock, Stondon Massey och West Horndon